# لي روش
لي روش (بالإنجليزية: Lee Roche)‏ (28 أكتوبر 1980 ببولتن في المملكة المتحدة - ) هو لاعب كرة قدم بريطاني في مركز الدفاع. لعب مع مانشستر يونايتد ونادي بيرنلي ونادي ريكسهام وDroylsden F.C. ‏.

## وصلات خارجية
- لي روش على موقع قاعدة بيانات كرة القدم.إي يو (الإنجليزية)
- لي روش على موقع Soccerbase.com (لاعب) (الإنجليزية)
- لي روش على موقع عالم كرة القدم.نت (الإنجليزية)